# Fernando Baldeón
Jaime Fernando Baldeón (Sangolqui, 25 februari 1959) is een voormalige Ecuadoraanse profvoetballer, die speelde als aanvaller gedurende zijn carrière. Hij stapte nadien het trainersvak in.

## Clubcarrière
Baldeón kwam uit voor Deportivo Quito, Club Deportivo El Nacional en Club Deportivo Universidad Católica del Ecuador. Hij sloot zijn loopbaan af in 1990.

## Interlandcarrière
Baldeón speelde in totaal 21 interlands (nul doelpunten) voor Ecuador in de periode 1981-1987. Onder leiding van bondscoach Otto Vieira maakte hij zijn debuut op 28 januari 1981 in de vriendschappelijke thuiswedstrijd tegen Bulgarije (1-3), net als Carlos Quinteros en Eddie Valencia. Hij nam met zijn vaderland deel aan de strijd om de Copa América 1987.

## Erelijst
Club Deportivo El Nacional
- Campeonato Ecuatoriano

1982, 1983, 1984, 1986